# Владимир Малбашић
Владимир Малбашић (Шиповљани, 6. мај 1919 — Београд, 20. јануар 1982) учесник Народноослободилачке борбе и контраадмирал ЈНА.

## Биографија
Рођен је у радничкој породици. Прије рата био је радник металац. Припадао је напредном радничком покрету и био члан Урсових синдиката. У Комунистичку партију Југославије примљен је јануара 1940. године. Као предратни члна Партије активно се укључује у припреме устанка 1941. Исте године ступа у Први крајишки партизански одред. Учествовао је у НОР-у као борац, политички комесар батаљона и бригаде. Послије рата је завршио Вишу партијску школу и Вишу војну поморску академију ЈНА. Био је помоћник команданта војнопоморског подручја и начелник управе у Државном секретаријату за народну одбрану. Пензионисан је 1964. године. Носилац је Партизанске споменице 1941, Ордена за храброст, Орден заслуга за народ, Орден партизанске звијезде, Орден братства и јединства итд. Преминуо је 20. јануара 1982. године на Војномедицинској академији у Београду. Сахрањен је 22. јануара 1982. године на Новом гробљу у Београду. 